# US Super Tour 2012/13
Die US Super Tour 2012/13 war eine von der FIS organisierte Wettkampfserie im Skilanglauf, die zum Unterbau des Skilanglauf-Weltcups 2012/13 gehörte. Sie begann am 23. November 2012 in West Yellowstone und endete am 11. April 2013 in Truckee. Die Gesamtwertung der Männer gewann Michael Sinnott und bei den Frauen Rosie Brennan.

## Männer

### Resultate
| 1. US Super Tour in West Yellowstone, 23. November 2012 | 1. US Super Tour in West Yellowstone, 23. November 2012 | 1. US Super Tour in West Yellowstone, 23. November 2012 | 1. US Super Tour in West Yellowstone, 23. November 2012 | 1. US Super Tour in West Yellowstone, 23. November 2012 |
| ------------------------------------------------------- | ------------------------------------------------------- | ------------------------------------------------------- | ------------------------------------------------------- | ------------------------------------------------------- |
| Datum                                                   | Disziplin                                               | Erster Platz                                            | Zweiter Platz                                           | Dritter Platz                                           |
| 23. November 2012                                       | 10 km Freistil                                          | Matthew Edward Liebsch                                  | Matthew Phillip Gelso                                   | Michael Sinnott                                         |

| 2. US Super Tour in Bozeman, 29. November bis 2. Dezember 2012 | 2. US Super Tour in Bozeman, 29. November bis 2. Dezember 2012 | 2. US Super Tour in Bozeman, 29. November bis 2. Dezember 2012 | 2. US Super Tour in Bozeman, 29. November bis 2. Dezember 2012 | 2. US Super Tour in Bozeman, 29. November bis 2. Dezember 2012 |
| -------------------------------------------------------------- | -------------------------------------------------------------- | -------------------------------------------------------------- | -------------------------------------------------------------- | -------------------------------------------------------------- |
| Datum                                                          | Disziplin                                                      | Erster Platz                                                   | Zweiter Platz                                                  | Dritter Platz                                                  |
| 29. November 2012                                              | Sprint Freistil                                                | Reid Pletcher                                                  | Erik Bjornsen                                                  | Ryan Scott                                                     |
| 1. Dezember 2012                                               | Sprint klassisch                                               | Reese Hanneman                                                 | Nils Koons                                                     | Erik Bjornsen                                                  |
| 2. Dezember 2012                                               | 15 km klassisch Mst.                                           | Mats Rudin Resaland                                            | Rune Malo Ödegaard                                             | Michael Sinnott                                                |

| 3. US Super Tour und US-amerikanische Meisterschaften in Midway, 2. bis 8. Januar 2013 | 3. US Super Tour und US-amerikanische Meisterschaften in Midway, 2. bis 8. Januar 2013 | 3. US Super Tour und US-amerikanische Meisterschaften in Midway, 2. bis 8. Januar 2013 | 3. US Super Tour und US-amerikanische Meisterschaften in Midway, 2. bis 8. Januar 2013 | 3. US Super Tour und US-amerikanische Meisterschaften in Midway, 2. bis 8. Januar 2013 |
| -------------------------------------------------------------------------------------- | -------------------------------------------------------------------------------------- | -------------------------------------------------------------------------------------- | -------------------------------------------------------------------------------------- | -------------------------------------------------------------------------------------- |
| Datum                                                                                  | Disziplin                                                                              | Erster Platz                                                                           | Zweiter Platz                                                                          | Dritter Platz                                                                          |
| 2. Januar 2013                                                                         | Sprint klassisch                                                                       | Torin Koos                                                                             | Michael Sinnott                                                                        | Dakota Blackhorse-von Jess                                                             |
| 4. Januar 2013                                                                         | 15 km Freistil                                                                         | Erik Bjornsen                                                                          | Tad Elliott                                                                            | Matthew Phillip Gelso                                                                  |
| 6. Januar 2013                                                                         | 30 km klassisch Mst.                                                                   | Torin Koos                                                                             | Erik Bjornsen                                                                          | David Norris                                                                           |
| 8. Januar 2013                                                                         | Sprint Freistil                                                                        | Dakota Blackhorse-von Jess                                                             | Erik Bjornsen                                                                          | Alexander Howe                                                                         |

| 4. US Super Tour in Wirth Park, 19. bis 25. Januar 2013 | 4. US Super Tour in Wirth Park, 19. bis 25. Januar 2013 | 4. US Super Tour in Wirth Park, 19. bis 25. Januar 2013 | 4. US Super Tour in Wirth Park, 19. bis 25. Januar 2013 | 4. US Super Tour in Wirth Park, 19. bis 25. Januar 2013 |
| ------------------------------------------------------- | ------------------------------------------------------- | ------------------------------------------------------- | ------------------------------------------------------- | ------------------------------------------------------- |
| Datum                                                   | Disziplin                                               | Erster Platz                                            | Zweiter Platz                                           | Dritter Platz                                           |
| 19. Januar 2013                                         | 10 km Freistil                                          | Mark Iverson                                            | Torin Koos                                              | Brenton Knight                                          |
| 20. Januar 2013                                         | 20 km klassisch Mst.                                    | Torin Koos                                              | Brian Gregg                                             | David Greer                                             |
| 25. Januar 2013                                         | Sprint Freistil                                         | Michael Sinnott                                         | Torin Koos                                              | Reese Hanneman                                          |

| 5. US Super Tour in Minneapolis, 26. und 27. Januar 2013 | 5. US Super Tour in Minneapolis, 26. und 27. Januar 2013 | 5. US Super Tour in Minneapolis, 26. und 27. Januar 2013 | 5. US Super Tour in Minneapolis, 26. und 27. Januar 2013 | 5. US Super Tour in Minneapolis, 26. und 27. Januar 2013 |
| -------------------------------------------------------- | -------------------------------------------------------- | -------------------------------------------------------- | -------------------------------------------------------- | -------------------------------------------------------- |
| Datum                                                    | Disziplin                                                | Erster Platz                                             | Zweiter Platz                                            | Dritter Platz                                            |
| 26. Januar 2013                                          | 10 km klassisch                                          | Reese Hanneman                                           | Michael Sinnott                                          | Torin Koos                                               |
| 27. Januar 2013                                          | 15 km Freistil Verfolgung                                | Torin Koos                                               | Mark Iverson                                             | Michael Sinnott                                          |

| 6. US Super Tour in Aspen, 8. bis 10. Februar 2013 | 6. US Super Tour in Aspen, 8. bis 10. Februar 2013 | 6. US Super Tour in Aspen, 8. bis 10. Februar 2013 | 6. US Super Tour in Aspen, 8. bis 10. Februar 2013 | 6. US Super Tour in Aspen, 8. bis 10. Februar 2013 |
| -------------------------------------------------- | -------------------------------------------------- | -------------------------------------------------- | -------------------------------------------------- | -------------------------------------------------- |
| Datum                                              | Disziplin                                          | Erster Platz                                       | Zweiter Platz                                      | Dritter Platz                                      |
| 8. Februar 2013                                    | Sprint klassisch                                   | Michael Sinnott                                    | Sylvan Ellefson                                    | Peter Kling                                        |
| 9. Februar 2013                                    | 10 km klassisch                                    | Patrick Johnson                                    | Sylvan Ellefson                                    | Brenton Knight                                     |
| 10. Februar 2013                                   | 21 km Freistil Mst.                                | Brian Gregg                                        | Sylvan Ellefson                                    | Michael Sinnott                                    |

| 7. US Super Tour in Madison, 16. und 17. Februar 2013 | 7. US Super Tour in Madison, 16. und 17. Februar 2013 | 7. US Super Tour in Madison, 16. und 17. Februar 2013 | 7. US Super Tour in Madison, 16. und 17. Februar 2013 | 7. US Super Tour in Madison, 16. und 17. Februar 2013 |
| ----------------------------------------------------- | ----------------------------------------------------- | ----------------------------------------------------- | ----------------------------------------------------- | ----------------------------------------------------- |
| Datum                                                 | Disziplin                                             | Erster Platz                                          | Zweiter Platz                                         | Dritter Platz                                         |
| 16. Februar 2013                                      | Sprint klassisch                                      | Dmitriy Ozerskiy                                      | Karl Nygren                                           | Reese Hanneman                                        |
| 17. Februar 2013                                      | Sprint Freistil                                       | Andrey Tyuterev                                       | Dmitriy Ozerskiy                                      | Karl Nygren                                           |

| 8. US Super Tour und American Birkebeiner in Hayward, 23. Februar 2013 | 8. US Super Tour und American Birkebeiner in Hayward, 23. Februar 2013 | 8. US Super Tour und American Birkebeiner in Hayward, 23. Februar 2013 | 8. US Super Tour und American Birkebeiner in Hayward, 23. Februar 2013 | 8. US Super Tour und American Birkebeiner in Hayward, 23. Februar 2013 |
| ---------------------------------------------------------------------- | ---------------------------------------------------------------------- | ---------------------------------------------------------------------- | ---------------------------------------------------------------------- | ---------------------------------------------------------------------- |
| Datum                                                                  | Disziplin                                                              | Erster Platz                                                           | Zweiter Platz                                                          | Dritter Platz                                                          |
| 23. Februar 2013                                                       | 52 km Freistil Mst.                                                    | Sergio Bonaldi                                                         | Fabio Santus                                                           | Alan Martinelli                                                        |

| 9. US Super Tour in Truckee, 4. bis 11. April 2013 | 9. US Super Tour in Truckee, 4. bis 11. April 2013 | 9. US Super Tour in Truckee, 4. bis 11. April 2013 | 9. US Super Tour in Truckee, 4. bis 11. April 2013 | 9. US Super Tour in Truckee, 4. bis 11. April 2013 |
| -------------------------------------------------- | -------------------------------------------------- | -------------------------------------------------- | -------------------------------------------------- | -------------------------------------------------- |
| Datum                                              | Disziplin                                          | Erster Platz                                       | Zweiter Platz                                      | Dritter Platz                                      |
| 4. April 2013                                      | 3,1 km Freistil                                    | Erik Bjornsen                                      | Knute Johnsgaard                                   | Mark Iverson Michael Sinnott                       |
| 5. April 2013                                      | 15 km klassisch Mst.                               | Kris Freeman                                       | Erik Bjornsen                                      | Andrew Newell                                      |
| 6. April 2013                                      | Sprint klassisch                                   | Andrew Newell                                      | Patrick O’Brien                                    | Erik Bjornsen                                      |
| 8. April 2013                                      | 2 km Freistil Verfolgung Berglauf                  | Erik Bjornsen                                      | Kris Freeman                                       | Andrew Newell                                      |
| 11. April 2013                                     | 50 km klassisch Mst.                               | Kris Freeman                                       | Andrew Newell                                      | Einar Askevold Ulsund                              |

### Gesamtwertung Männer
| Rang | Name                  | Punkte |
| ---- | --------------------- | ------ |
| 01.  | Michael Sinnott       | 474    |
| 02.  | Erik Bjornsen         | 445    |
| 03.  | Torin Koos            | 334    |
| 04.  | Brian Gregg           | 272    |
| 05.  | Reese Hanneman        | 237    |
| 05.  | Mark Iverson          | 237    |
| 07.  | Patrick O’Brien       | 229    |
| 08.  | Sylvan Ellefson       | 227    |
| 09.  | Matthew Phillip Gelso | 219    |
| 010. | Brenton Knight        | 210    |

| Rang | Name                       | Punkte |
| ---- | -------------------------- | ------ |
| 011. | Kris Freeman               | 200    |
| 012. | Tad Elliott                | 190    |
| 013. | Dakota Blackhorse-von Jess | 184    |
| 014. | Patrick Johnson            | 170    |
| 015. | David Norris               | 154    |
| 016. | Miles Havlick              | 152    |
| 017. | Bryan Cook                 | 128    |
| 018. | Nils Koons                 | 126    |
| 019. | Alexander Howe             | 119    |
| 020. | Karl Nygren                | 119    |

| Rang | Name                   | Punkte |
| ---- | ---------------------- | ------ |
| 021. | Knute Johnsgaard       | 112    |
| 021. | Matthew Edward Liebsch | 112    |
| 023. | Andrew Newell          | 110    |
| 024. | Einar Askevold Ulsund  | 108    |
| 025. | Dylan McGuffin         | 105    |
| 026. | Ryan Scott             | 100    |
| 027. | Peter Kling            | 94     |
| 028. | Skyler Davis           | 91     |
| 029. | Samuel Naney           | 89     |
| 030. | Gustav Nordström       | 77     |

## Frauen

### Resultate
| 1. US Super Tour in West Yellowstone, 23. November 2012 | 1. US Super Tour in West Yellowstone, 23. November 2012 | 1. US Super Tour in West Yellowstone, 23. November 2012 | 1. US Super Tour in West Yellowstone, 23. November 2012 | 1. US Super Tour in West Yellowstone, 23. November 2012 |
| ------------------------------------------------------- | ------------------------------------------------------- | ------------------------------------------------------- | ------------------------------------------------------- | ------------------------------------------------------- |
| Datum                                                   | Disziplin                                               | Erster Platz                                            | Zweiter Platz                                           | Dritter Platz                                           |
| 23. November 2012                                       | 10 km Freistil                                          | Rosie Brennan                                           | Chelsea Holmes                                          | Caitlin Patterson                                       |

| 2. US Super Tour in Bozeman, 29. November bis 2. Dezember 2012 | 2. US Super Tour in Bozeman, 29. November bis 2. Dezember 2012 | 2. US Super Tour in Bozeman, 29. November bis 2. Dezember 2012 | 2. US Super Tour in Bozeman, 29. November bis 2. Dezember 2012 | 2. US Super Tour in Bozeman, 29. November bis 2. Dezember 2012 |
| -------------------------------------------------------------- | -------------------------------------------------------------- | -------------------------------------------------------------- | -------------------------------------------------------------- | -------------------------------------------------------------- |
| Datum                                                          | Disziplin                                                      | Erster Platz                                                   | Zweiter Platz                                                  | Dritter Platz                                                  |
| 29. November 2012                                              | Sprint Freistil                                                | Sophie Caldwell                                                | Sadie Bjornsen                                                 | Caitlin Gregg                                                  |
| 1. Dezember 2012                                               | Sprint klassisch                                               | Sadie Bjornsen                                                 | Lauren Fritz                                                   | Corey Stock                                                    |
| 2. Dezember 2012                                               | 10 km klassisch Mst.                                           | Sadie Bjornsen                                                 | Chelsea Holmes                                                 | Rosie Brennan                                                  |

| 3. US Super Tour und US-amerikanische Meisterschaften in Midway, 2. bis 8. Januar 2013 | 3. US Super Tour und US-amerikanische Meisterschaften in Midway, 2. bis 8. Januar 2013 | 3. US Super Tour und US-amerikanische Meisterschaften in Midway, 2. bis 8. Januar 2013 | 3. US Super Tour und US-amerikanische Meisterschaften in Midway, 2. bis 8. Januar 2013 | 3. US Super Tour und US-amerikanische Meisterschaften in Midway, 2. bis 8. Januar 2013 |
| -------------------------------------------------------------------------------------- | -------------------------------------------------------------------------------------- | -------------------------------------------------------------------------------------- | -------------------------------------------------------------------------------------- | -------------------------------------------------------------------------------------- |
| Datum                                                                                  | Disziplin                                                                              | Erster Platz                                                                           | Zweiter Platz                                                                          | Dritter Platz                                                                          |
| 2. Januar 2013                                                                         | Sprint klassisch                                                                       | Jennie Bender                                                                          | Sadie Bjornsen                                                                         | Rosie Brennan                                                                          |
| 4. Januar 2013                                                                         | 10 km Freistil                                                                         | Rosie Brennan                                                                          | Sadie Bjornsen                                                                         | Kate Fitzgerald                                                                        |
| 6. Januar 2013                                                                         | 20 km klassisch Mst.                                                                   | Sadie Bjornsen                                                                         | Kate Fitzgerald                                                                        | Sophie Caldwell                                                                        |
| 8. Januar 2013                                                                         | Sprint Freistil                                                                        | Sadie Bjornsen                                                                         | Sophie Caldwell                                                                        | Jennie Bender                                                                          |

| 4. US Super Tour in Wirth Park, 19. bis 25. Januar 2013 | 4. US Super Tour in Wirth Park, 19. bis 25. Januar 2013 | 4. US Super Tour in Wirth Park, 19. bis 25. Januar 2013 | 4. US Super Tour in Wirth Park, 19. bis 25. Januar 2013 | 4. US Super Tour in Wirth Park, 19. bis 25. Januar 2013 |
| ------------------------------------------------------- | ------------------------------------------------------- | ------------------------------------------------------- | ------------------------------------------------------- | ------------------------------------------------------- |
| Datum                                                   | Disziplin                                               | Erster Platz                                            | Zweiter Platz                                           | Dritter Platz                                           |
| 19. Januar 2013                                         | 5 km Freistil                                           | Rosie Brennan                                           | Erika Flowers                                           | Caitlin Gregg                                           |
| 20. Januar 2013                                         | 15 km klassisch Mst.                                    | Jennie Bender                                           | Rosie Brennan                                           | Kate Fitzgerald                                         |
| 25. Januar 2013                                         | Sprint Freistil                                         | Jennie Bender                                           | Kate Fitzgerald                                         | Lauren Fritz                                            |

| 5. US Super Tour in Minneapolis, 26. und 27. Januar 2013 | 5. US Super Tour in Minneapolis, 26. und 27. Januar 2013 | 5. US Super Tour in Minneapolis, 26. und 27. Januar 2013 | 5. US Super Tour in Minneapolis, 26. und 27. Januar 2013 | 5. US Super Tour in Minneapolis, 26. und 27. Januar 2013 |
| -------------------------------------------------------- | -------------------------------------------------------- | -------------------------------------------------------- | -------------------------------------------------------- | -------------------------------------------------------- |
| Datum                                                    | Disziplin                                                | Erster Platz                                             | Zweiter Platz                                            | Dritter Platz                                            |
| 26. Januar 2013                                          | 5 km klassisch                                           | Rosie Brennan                                            | Jennie Bender                                            | Kate Fitzgerald                                          |
| 27. Januar 2013                                          | 10 km Freistil Verfolgung                                | Rosie Brennan                                            | Caitlin Gregg                                            | Kate Fitzgerald                                          |

| 6. US Super Tour in Aspen, 8. bis 10. Februar 2013 | 6. US Super Tour in Aspen, 8. bis 10. Februar 2013 | 6. US Super Tour in Aspen, 8. bis 10. Februar 2013 | 6. US Super Tour in Aspen, 8. bis 10. Februar 2013 | 6. US Super Tour in Aspen, 8. bis 10. Februar 2013 |
| -------------------------------------------------- | -------------------------------------------------- | -------------------------------------------------- | -------------------------------------------------- | -------------------------------------------------- |
| Datum                                              | Disziplin                                          | Erster Platz                                       | Zweiter Platz                                      | Dritter Platz                                      |
| 8. Februar 2013                                    | Sprint klassisch                                   | Rosie Brennan                                      | Lauren Fritz                                       | Erika Flowers                                      |
| 9. Februar 2013                                    | 5 km klassisch                                     | Rosie Brennan                                      | Nicole Deyong                                      | Erika Flowers                                      |
| 10. Februar 2013                                   | 21 km Freistil Mst.                                | Nicole Deyong                                      | Rosie Brennan                                      | Erika Flowers                                      |

| 7. US Super Tour in Madison, 16. und 17. Februar 2013 | 7. US Super Tour in Madison, 16. und 17. Februar 2013 | 7. US Super Tour in Madison, 16. und 17. Februar 2013 | 7. US Super Tour in Madison, 16. und 17. Februar 2013 | 7. US Super Tour in Madison, 16. und 17. Februar 2013 |
| ----------------------------------------------------- | ----------------------------------------------------- | ----------------------------------------------------- | ----------------------------------------------------- | ----------------------------------------------------- |
| Datum                                                 | Disziplin                                             | Erster Platz                                          | Zweiter Platz                                         | Dritter Platz                                         |
| 16. Februar 2013                                      | Sprint klassisch                                      | Rosie Brennan                                         | Jennie Bender                                         | Nichole Bathe                                         |
| 17. Februar 2013                                      | Sprint Freistil                                       | Jennie Bender                                         | Rosie Brennan                                         | Caitlin Patterson                                     |

| 8. US Super Tour und American Birkebeiner in Hayward, 23. Februar 2013 | 8. US Super Tour und American Birkebeiner in Hayward, 23. Februar 2013 | 8. US Super Tour und American Birkebeiner in Hayward, 23. Februar 2013 | 8. US Super Tour und American Birkebeiner in Hayward, 23. Februar 2013 | 8. US Super Tour und American Birkebeiner in Hayward, 23. Februar 2013 |
| ---------------------------------------------------------------------- | ---------------------------------------------------------------------- | ---------------------------------------------------------------------- | ---------------------------------------------------------------------- | ---------------------------------------------------------------------- |
| Datum                                                                  | Disziplin                                                              | Erster Platz                                                           | Zweiter Platz                                                          | Dritter Platz                                                          |
| 23. Februar 2013                                                       | 52 km Freistil Mst.                                                    | Caitlin Gregg                                                          | Tatjana Mannima                                                        | Caitlin Patterson                                                      |

| 9. US Super Tour in Truckee, 4. bis 11. April 2013 | 9. US Super Tour in Truckee, 4. bis 11. April 2013 | 9. US Super Tour in Truckee, 4. bis 11. April 2013 | 9. US Super Tour in Truckee, 4. bis 11. April 2013 | 9. US Super Tour in Truckee, 4. bis 11. April 2013 |
| -------------------------------------------------- | -------------------------------------------------- | -------------------------------------------------- | -------------------------------------------------- | -------------------------------------------------- |
| Datum                                              | Disziplin                                          | Erster Platz                                       | Zweiter Platz                                      | Dritter Platz                                      |
| 4. April 2013                                      | 3,1 km Freistil                                    | Kikkan Randall                                     | Jessie Diggins                                     | Sadie Bjornsen                                     |
| 5. April 2013                                      | 10 km klassisch Mst.                               | Kikkan Randall                                     | Sadie Bjornsen                                     | Elizabeth Stephen                                  |
| 6. April 2013                                      | Sprint klassisch                                   | Kikkan Randall                                     | Ida Sargent                                        | Sadie Bjornsen                                     |
| 8. April 2013                                      | 2 km Freistil Verfolgung Berglauf                  | Elizabeth Stephen                                  | Kikkan Randall                                     | Sadie Bjornsen                                     |
| 10. April 2013                                     | 30 km klassisch Mst.                               | Elizabeth Stephen                                  | Kikkan Randall                                     | Rosie Brennan                                      |